# Physoptila
Physoptila is een geslacht van vlinders van de familie tastermotten (Gelechiidae).

## Soorten
- P. pinguivora Meyrick, 1934
- P. scenica Meyrick, 1914
- P. termiticola (Turner, 1926)